# Selección de rugby de Nicaragua
La selección de Rugby de Nicaragua, también conocida como Tiburones, es la selección nacional de rugby en ese país y está regulada por la Federación Nicaragüense de Rugby.

## Reseña
La selección nicaragüense comenzó a competir en un triangular amistoso en el 2013, en esa oportunidad perdieron los dos partidos, uno frente a Panamá y el otro frente a una selección secundaria de Costa Rica.
En el 2017 debutó oficialmente en un torneo de Sudamérica Rugby, cuando participó del Sudamericano C (3.er nivel). En aquella oportunidad perdió los dos primeros partidos y posteriormente consiguió su primera victoria al vencer a Panamá por 46 - 36.

## Participación en copas

### Copa del Mundo
- no ha clasificado

### Sudamericano C
- Sudamericano C 2017: 3º puesto

### Otros torneos
- Triangular de exhibición 2013: 3º puesto[4]

## Estadísticas
| Adversario            | Jugados | Ganados | Perdidos | Empatados | % Efectividad |
| --------------------- | ------- | ------- | -------- | --------- | ------------- |
| Costa Rica            | 2       | 0       | 2        | 0         | 0.0%          |
| Costa Rica Barbarians | 1       | 0       | 1        | 0         | 0,0%          |
| El Salvador           | 1       | 0       | 1        | 0         | 0.0%          |
| Guatemala             | 1       | 0       | 1        | 0         | 0.0%          |
| Guatemala M23         | 1       | 1       | 0        | 0         | 100.0%        |
| Panamá                | 2       | 1       | 1        | 0         | 50.0%         |
| Total                 | 8       | 2       | 6        | 0         | 25.0%         |

* Último test match considerado vs Costa Rica (5 - 74), 22 de junio de 2024.